# Carlo Ballario
Carlo Ballario (La Spezia, 25 gennaio 1915 – Roma, 16 settembre 2002) è stato un fisico italiano.

## Biografia
Nasce a La Spezia da Luigi Ballario (ufficiale di artiglieria discendente da Pietro Micca) e da Ernesta Nagliati. Negli anni trenta la sua famiglia si sposta a Firenze. Terminato il liceo classico frequenta i corsi universitari presso l'Osservatorio astrofisico di Arcetri laureandosi in fisica nel 1938. Nel 1940 inizia ricerche sulla radiazione cosmica e, in collaborazione con colleghi Michele Della Corte e Mario Prosperi, compie esperimenti sull'assorbimento dei raggi cosmici nella galleria della Ferrovia Bologna-Firenze (direttissima) .
Nel 1943 quando ancora è assistente ad Arcetri, assieme ai colleghi Michele della Corte e Tito Franzini, entra in contatto con il Servizio Informazioni del Partito d'Azione ed è tra i fondatori di Radio CORA, una emittente clandestina antifascista di collegamento con gli alleati. Il 7 giugno 1944 Radio CORA viene intercettata dai nazisti. Una pattuglia armata di tedeschi irrompe nello stabile di Piazza d'Azeglio 12 dal quale Radio CORA stava quel giorno trasmettendo ed arresta Enrico Bocci, Carlo Campolmi, Italo Piccagli, Guido Focacci, Gianfranco Desiderio Gilardini e Gilda Larocca che vengono portati a Villa Triste. L'operatore RT Luigi Morandi che stava trasmettendo, viene invece colpito a morte a seguito di un conflitto a fuoco con i tedeschi. Carlo Ballario fortuitamente scampa alla retata poiché si stava recando all'ospedale con Giovanna Sansughi, che poi diverrà sua moglie nel 1945.

Nel periodo successivo Ballario, insieme a Carlo Ludovico Ragghianti e a Giuseppe Campolmi, riesce a recuperare un'altra radio-trasmittente e a far proseguire le trasmissioni fino alla liberazione di Firenze, quando collaborerà con l'Intelligence Service degli alleati.
Nell’immediato dopoguerra si trasferisce all’Università di Bologna dove è nominato dapprima assistente alla cattedra di Fisica Superiore e poi a quella di Fisica sperimentale lavorando in collaborazione con Gilberto Bernardini.. Nel 1947, su diretto invito di Edoardo Amaldi, si trasferisce alla Università di Roma La Sapienza per insegnare Fisica sperimentale e vi rimane fino al 1955.
 
Frattanto collabora con l’Istituto Nazionale di Fisica Nucleare dirigendo un gruppo di ricerca volto a realizzare una nuova Camera di Wilson che viene poi installata al Plateau Rosa sul Monte Cervino. Collabora anche con il laboratorio del Consiglio Nazionale delle Ricerche di Testa Grigia conducendo esperimenti dal 1954 al 1956.
Passa quindi a dirigere un gruppo di ricerca del CERN di Ginevra e svolge ricerche sul decadimento dei Mesoni K utilizzando due grandi Camere di Wilson fino al 1958, quando entra in funzione il primo sincrociclotrone da 600 MeV. Studia poi l'impiego di una Camera di Wilson magnetica da accoppiare al Protosincrotone da 25 GeV, progetto che si realizza nel 1959.
Nel 1960 torna a Roma e per diversi anni si impegna in movimenti sindacali dei professori e degli assistenti universitari (ANPUI e UNAU). Torna all'università nel 1975 e si occupa di studi su biofisica e costante dielettrica.
 Dal 1977 al 1994 si interessa alla fusione fredda ed agli studi analoghi del collega Bruno Stella.

Il 1º novembre 1990 si ritira in pensione.
Muore a Roma il 15 settembre 2002.